# دولنی تسیبار
دولنی تسیبار (به بلغاری: Dolni Tsibar) یک منطقهٔ مسکونی در بلغارستان است که در شهرستان والچدرام واقع شده‌است.